# 维拉迪蒂拉诺
维拉迪蒂拉诺（義大利語：Villa di Tirano），是意大利松德里奥省的一个市镇。总面积25平方公里，人口2983人，人口密度119.3人/平方公里（2009年）。国家统计（ISTAT）代码为014078。